# Quốc lộ 13 (Lào)

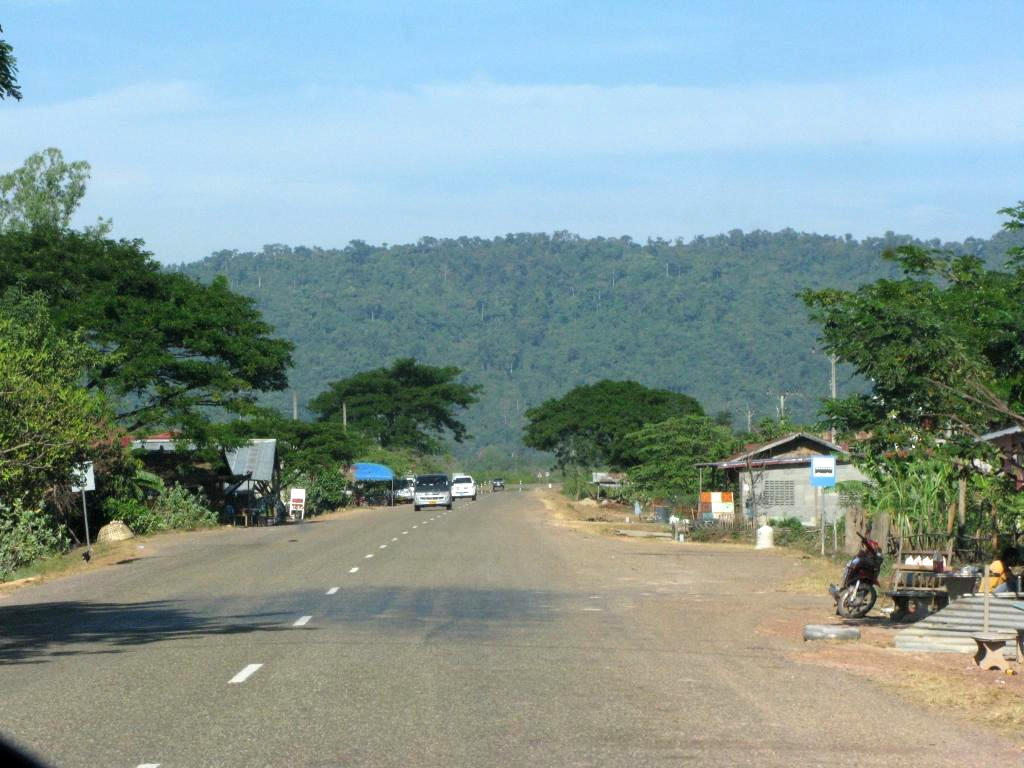
Quốc lộ 13 Nam, Lào

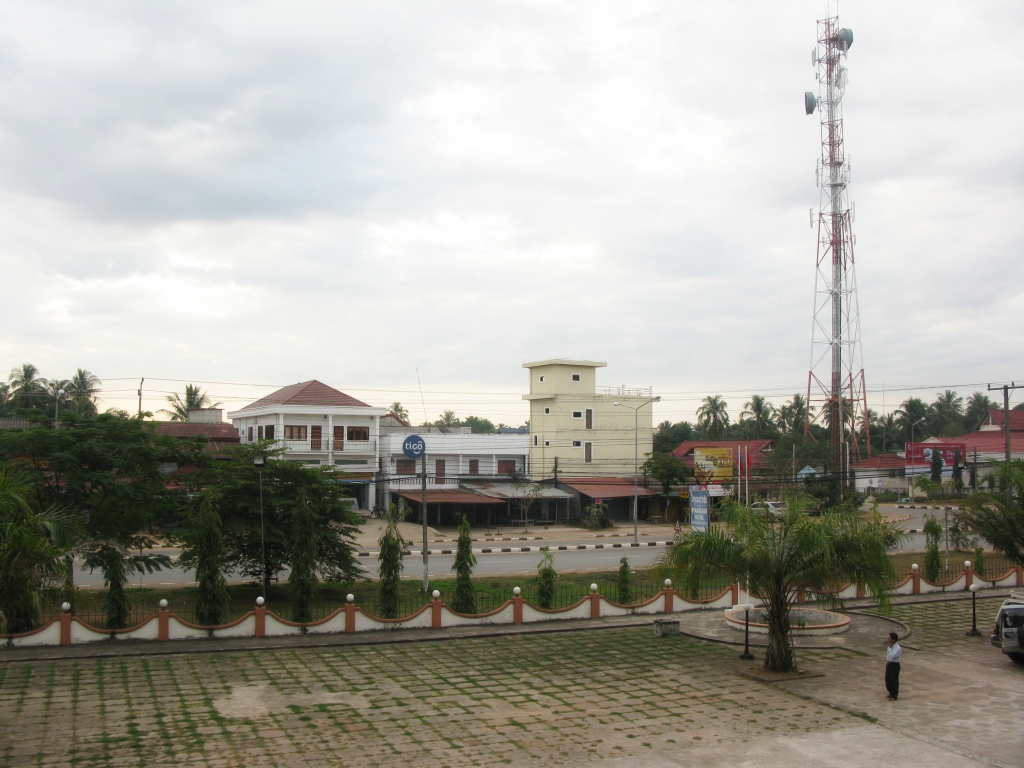
Quốc lộ 13 Nam, Pakxane

Quốc lộ 13 là tuyến giao thông đường bộ quan trọng nhất của Lào. Tuyến này chạy dọc bờ trái sông Mê Kông và nối thủ đô Viêng Chăn với miền Bắc và miền Nam Lào.
Quốc lộ 13 được xây từ thời Pháp thuộc và cho đến nay không có mở rộng gì đáng kể, trừ một đoạn qua Viêng Chăn nhất là đoạn được mở rộng thành đại lộ Kaysone Phomvihane. Nhìn chung, đường hẹp gồm 2 làn xe ngược chiều hiếm khi có vạch sơn phân cách. Mặt đường bằng đá dăm láng nhựa. Hiện tại, để đảm bảo an toàn giao thông, có quy định hạn chế tốc độ tối đa lưu thông trên quốc lộ 13 là 50 km/h. Tuy nhiên, do lưu lượng phương tiện lưu thông rất nhỏ, nên các phương tiện thường chạy vượt giới hạn nói trên.
Phần từ Viêng Chăn lên phía Bắc qua Luangprabang tới biên giới Lào-Trung được gọi là quốc lộ 13 Bắc. Càng lên phía Bắc, đường càng quanh co và qua nhiều dốc do đi qua địa hình đồi núi.
Phần từ Viêng Chăn xuống phía Nam tới biên giới với Campuchia được gọi là quốc lộ 13 Nam. Phần này tương đối phẳng và thẳng. Nhiều chỗ, đường chạy sát bờ sông Mê Kông. Do đi qua địa hình phẳng và thấp so với mặt nước sông Mê Kông, nên vào mùa mưa tuyến đường này đôi khi bị ngập. Quốc lộ 13 Nam nối với quốc lộ 7 của Campuchia qua cặp cửa khẩu quốc tế Nong Nok Khien (Lào)-Trapeang Kreal (Campuchia); và đến lượt quốc lộ 7 của Campuchia lại nối với quốc lộ 13 của Việt Nam. Quốc lộ 13 Nam của Lào và quốc lộ 7 của Campuchia hợp thành đường Xuyên Á AH11. Trong khi đó, quốc lộ 13 Bắc là một phần của đường Xuyên Á AH12